# Dárday Nikolett
Dárday Nikolett (Budapest, 1941. december 4. –) Ferenczy Noémi-díjas magyar üvegtervező iparművész.

## Életpályája
Középiskolai tanulmányait a Képző- és Iparművészeti Gimnáziumban végezte, ahol 1960-ban érettségizett. Szaktanára Báthory Júlia üvegtervező volt. Később felvették a Magyar Iparművészeti Főiskolára, ahol 1967-ben szerzett diplomát. Itt mestere Z. Gács György festő, illetve Mánczos József üvegművész volt. Szakmai gyakorlatát 1962-ben végezte Bécsben, ahol üveggravírozással foglalkozott.
Diplomájának megszerzése után az Üvegipari Műveknél lett üveg-, ill. formatervező. Itt elsősorban lámpák tervezésével foglalkozott. Munkája közben a Magyar Iparművészeti Főiskola üvegtervező szakán oktatott. 1971-től különböző tisztviselői pozíciókat töltött be művészeti intézményeknél 1978-ig. Ekkor önállóan kezdett el dolgozni. Mellette a Képcsarnok Vállalaton keresztül üveg-iparművészeti tárgyakat készített és forgalmazott 1995-ig. 1990-ben saját üvegművészeti műtermet nyitott. 2007-ben Ferenczy Noémi-díjban részesült.

## Társasági tagságai
- Magyar Alkotóművészek Országos Egyesülete (MAOE) üvegművészeti szakosztály
- Magyar Képzőművészek és Iparművészek Szövetsége üvegművészeti szakosztály
- Magyar Üvegművészeti Társaság
- Képző- és Iparművészek Egyesülete XIII. kerület (KIPE 13)

## Családja
Özvegy, férje Scholz Erik Munkácsy Mihály-díjas festőművész volt, akit Dárday igazi mesterének tartott.

## Egyéni kiállításai
- Csepel Galéria, Budapest (1971, Kovács Józseffel)
- IDEA Úri utcai Galéria, Budapest (1981, Lázár Izával)
- Galerie Noran, Lüdinghausen (1988, Kecskés Ágnessel)
- Nagy Gy. Galéria, Várpalota (1990)
- Újlipótvárosi Klubgaléria, Budapest (1996)
- Újlipótvárosi Klubgaléria, Budapest (1998, Lesenyei Mártával)

## Válogatott csoportos kiállításai
- Az üveg művészete, Iparművészeti Múzeum, Budapest (1971)
- Edénykultúra, Műcsarnok, Budapest (1972)
- Magyar üvegművészet, Vigadó Galéria, Budapest (1982)
- I. Tihanyi Üvegtriennálé, Tihanyi Múzeum, Tihany (1990)
- Paradoxon-üveg-művészet, Iparművészeti Múzeum, Budapest (1995)
- Üvegszimpózium, Bárdudvarnok (1996) • Kaposvár (1997)
- IX. Állami Művészeti Díjazottak kiállítása, Olof Palme-ház, Budapest (2007)